# Réservoir de Kamianske
Le réservoir de Kamianske (en ukrainien : Кам'янське водосховище, Kamians'ke vodoskhovychtche) est un lac artificiel sur le cours inférieur du Dniepr, en Ukraine. Il porte le nom de la ville de Kamianske.

## Géographie
Le réservoir couvre une superficie de 567 km2 dans l'oblast de Dnipropetrovsk. Il a été aménagé entre 1963 et 1965 pour la construction de la centrale hydroélectrique de Dniepr centrale (jusqu'à 2016 Dniprodzerjynsk). Le réservoir est principalement utilisé pour la production d'électricité, la navigation et la pisciculture.
Le réservoir a 114 km de long et jusqu'à 8 km de large. Sa profondeur est de 15 m et il contient un volume de 2,45 km3. Le réservoir est gelé pendant l'hiver.
Le port de Krementchouk et le Complexe d'enrichissement minier du Dniepr, à Horichni Plavni, sont situés sur ses rives. La Centrale hydroélectrique de Dniepr centrale a été construite entre 1956 et 1965.